# WTA Oslo Open 1991
Il WTA Oslo Open 1991 è stato un torneo di tennis giocato sul sintetico indoor. È stata la 1ª edizione del torneo, che fa parte della categoria Tier V nell'ambito del WTA Tour 1991. Si è giocato a Oslo in Norvegia, dal 4 al 10 febbraio 1991.

## Campionesse

### Singolare
Catarina Lindqvist ha battuto in finale  Raffaella Reggi con il punteggio di 6–3, 6–0

### Doppio
Claudia Kohde Kilsch /  Silke Meier hanno battuto in finale  Sabine Appelmans /  Raffaella Reggi con il punteggio di 3–6, 6–2, 6–4